# Ташкенсаз
Ташкенса́з (каз. Ташкенсаз) — село у складі Єнбекшиказахського району Алматинської області Казахстану. Адміністративний центр Ташкенсазького сільського округу.
Населення — 3113 осіб (2021; 2574 у 2009, 2300 у 1999, 2171 у 1989).